# Emoia isolata
Espèce
Statut de conservation UICN

 LC  : Préoccupation mineure
Emoia isolata est une espèce de sauriens de la famille des Scincidae.

## Répartition
Cette espèce est endémique de l'île Rennell aux Salomon.

## Publication originale
- Brown, 1991  : Lizards of the genus Emoia (Scincidae) with observations on their evolution and biogeography. Memoirs Of The California Academy Of Sciences, vol. 15, p. 1-94 (texte intégral).